# Eupolybothrus litoralis
Eupolybothrus litoralis är en mångfotingart som först beskrevs av Ludwig Carl Christian Koch 1867.  Eupolybothrus litoralis ingår i släktet Eupolybothrus och familjen stenkrypare. Inga underarter finns listade i Catalogue of Life.